# 39 Eridani
39 Eridanus (A Eridanus) é uma estrela na direção da Eridanus. Possui uma ascensão reta de 04h 14m 23.69s e uma declinação de −10° 15′ 21.2″. Sua magnitude aparente é igual a 4.87. Considerando sua distância de 206 anos-luz em relação à Terra, sua magnitude absoluta é igual a 0.86. Pertence à classe espectral K3III.